# Жан Соні Альсена
Жан Соні Альсена (фр. Jean Sony Alcénat; нар. 23 січня 1986, Порт-о-Пренс) — гаїтянський футболіст, захисник.
Виступав, зокрема, за клуби «Петролул» та «Стяуа», а також національну збірну Гаїті.
Володар Кубка Румунії.

## Клубна кар'єра
Народився 23 січня 1986 року в місті Порт-о-Пренс. Вихованець футбольної школи клубу «Егл Нуар». У дорослому футболі дебютував 2004 року виступами за головну команду того ж клубу, в якій провів чотири сезони, взявши участь у 99 матчах чемпіонату.
Згодом з 2009 по 2012 рік виступав у Португалії, де грав у складі команд клубів «Лейшойнш» та «Ріу-Аве» (в останньому на правах оренди).
Своєю грою за останню команду привернув увагу представників тренерського штабу клубу «Петролул», до складу якого приєднався 2012 року. Відіграв за команду з Плоєшті наступні три сезони своєї ігрової кар'єри. Більшість часу, проведеного у складі «Петролула», був основним гравцем захисту команди.
2015 року уклав контракт з клубом «Стяуа», у складі якого провів наступний рік своєї кар'єри гравця.
У 2016 орендований клубом «Волунтарі». Відіграв за волунтарійську команду 5 матчів у національному чемпіонаті.
18 серпня 2016 року підписав дворічний контракт з португальським клубом «Фейренсі».
Завершив кар'єру в 2019 році виступами за латвійську команду «Вентспілс».

## Виступи за збірну
2006 року дебютував в офіційних матчах у складі національної збірної Гаїті.
У складі збірної був учасником Золотого кубка КОНКАКАФ 2013 року у США, Золотого кубка КОНКАКАФ 2015 року у США і Канаді, Кубка Америки 2016 року в США. Провів у формі головної команди країни 67 матчів, забивши 7 голів.

## Титули і досягнення
- «Петролул»: Володар Кубка Румунії (1): 2013[9][10]
- «Стяуа»: Володар Кубка румунської ліги (1): 2016